# Realistický film
Realistický film (anglicky reality film) je jeden z filmových žánrů. Obsah realistického filmu vychází z reality show. Zabývá se osudy skutečných lidí, čili film je natáčen s neherci a s nízkým rozpočtem. Obvykle se jedná spíše o dokumenty. Příkladem realistického filmu může být Ten pravý Cancun (2003).